# Lumbrineris ligulata
Lumbrineris ligulata är en ringmaskart som beskrevs av Miles Joseph Berkeley 1941. Lumbrineris ligulata ingår i släktet Lumbrineris och familjen Lumbrineridae. Inga underarter finns listade i Catalogue of Life.